# Mina antitanque

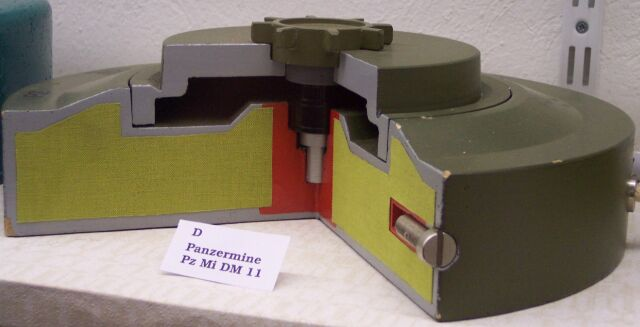
Mina anticarro alemã, Pz Mi DM 11, cortada sendo visível o interior

Uma mina antitanque (por vezes abreviado para mina AT), mina antiveicular ou mina anticarro, é uma mina terrestre, desenhada para ser menos sensível e com uma carga explosiva maior às minas antipessoais, de modo a poder destruir um veículo blindado, como por exemplo um carro de combate. Foram utilizadas pela primeira vez em grande escala na Segunda Guerra Mundial.
As minas antiveiculares necessitam uma pressão superior a 150 quilogramas para o seu disparo, sendo detonada por carros, tanques e motos, porém inofensivas a seres humanos e animais. A carga explosiva danifica os veículos por concussão, seu funcionamento básico é semelhante ao de uma mina antipessoal explosiva.
Normalmente a instalação de minas é distribuída de forma a ter antipessoais e antiveiculares no mesmo terreno, a função é dificultar a localização e retirada de ambas.
A Claymore Inc. fabrica minas químicas que são usadas de forma a dispersar agentes químicos no ambiente próximo à sua localização. Os produtos pode ser líquidos, gasosos, persistentes ou não. A instalação recomendada pelo fabricante deve ser de forma intercalada com minas antipessoais e antiveiculares. O elemento mais utilizado pelas indústrias norte-americanas de minas terrestres químicas é o gás cloro.
Este tipo de mina é proíbida pelo Tratado de Ottawa.

## História
Embora, obviamente, a mina antitanque não tenha existido até antes da popularização dos tanques em 1916, elas eram essencialmente anteriores a locomotivas. Por exemplo, durante a Guerra Civil Americana, Confederados criaram minas antiferroviárias ativadas por pressão que destruíram pelo menos dois trens.